# Fearsome Five
I Fearsome Five (noti come gli H.I.V.E. Five nella serie animata Teen Titans del 2003) sono un gruppo di super criminali presenti nei fumetti DC Comics. Dottor Light e Psimon furono i leader dei Fearsome Five. Solitamente sono nemici dei Teen Titans.

## Storia di pubblicazione
I Fearsome Five furono creati da Marv Wolfman e George Pérez, e comparvero per la prima volta in New Teen Titans n. 3 (gennaio 1981), e arrivarono a diventare avversari ricorrenti del giovane gruppo di eroi. Anche se mortali, mancano di raffinatezza nei piani criminali, una coesa concentrazione o lealtà, e sono predisposti al combattimento, al tradimento e allo scioglimento.

## Storia della squadra
I Fearsome Five furono fondati da Dottor Light, attraverso un'inserzione che mise nellUnderworld Star, un giornale suburbano criminale. Light formò il gruppo per attaccare i Teen Titans, ma Psimon, che era sotto l'influenza del demone Trigon da cui ricevette le sue abilità super umane, usurpò il ruolo di Light come leader, e i due continuarono a litigare per qualche tempo a questo proposito.
Dopo che Psimon fu bandito in un'altra dimensione Trigon per aver fallito nel distruggere la Terra, gli altri membri dei Five attaccarono i Titans nel loro nuovo quartier generale, la Titans Tower, in New Teen Titans n. 7 (maggio 1981), usando Silas Stone, il padre del super eroe Cyborg, e il trasmettitore dimensionale dei Titans per far tornare Psimon da loro. I Five furono nuovamente sconfitti. Psimon si alleò con il viaggiatore dimensionale immortale Monitor durante gli eventi di Crisi sulle Terre Infinite. Sentendosi traditi, i Five si rivoltarono contro Psimon e apparentemente lo uccisero.
In New Teen Titans n. 37 (dicembre 1983) e in Batman e gli Outsiders n. 5 (dicembre 1983), i Five si ribellarono al Dottor Light, espellendolo dal gruppo e cercando di ucciderlo, ma questi riuscì a scappare e Psimon riprese il suo ruolo di leader, anche se i Five furono sconfitti, questa volta dai Titans, da Batman e dagli Outsiders. I Five attaccarono poi i Laboratori S.T.A.R. in Tales of the Teen Titans dal n. 56 al n. 58 (agosto-ottobre 1985), liberando Jinx e Neutron, che furono imprigionati lì, e li portarono tra i loro ranghi, ma di nuovo furono sconfitti dai Titans, dopodiché combatterono invano contro Superman in Adventures of Superman n. 430 (luglio 1987), questa volta con i nuovi membri Charger e Deuce, ma furono fermati anche da lui.
La squadra si sciolse per qualche tempo dopo la prima missione dei Five con Charger e Deuce, e Mammoth e Shimmer decisero di rinunciare alla loro vita criminale e trovarono pace in un monastero tibetano. Primon ritornò dallo spazio aperto, abbastanza vivo, e cercando sistematicamente vendetta sui suoi ex compagni di squadra, Gizmo, Shimmer e Mammoth. Mammoth sopravvisse a malapena da una lancia sbattuta sulla sua testa da Psimon, ma Shimmer fu tramutata in vetro e quindi infranta dal telepate, e apparentemente rimase uccisa. Psimon ridusse Gizmo a dimensioni subatomiche, ma il mini-genio trovò un modo per ritornare a dimensioni naturali; fu successivamente incarcerato, insieme a Mammoth e Jinx, nella prigione metaumana di Alcatraz. Lo stesso Psimon fu incarcerato in un'altra prigione simile chiamata Slab, ma riuscì ad evadere quando fu distrutta in Outsiders n. 6 (gennaio 2004).
Poco dopo, in una storia presente in Outsiders dal n. 13 al n. 15 (agosto-ottobre 2004), il frequente nemico di Capitan Marvel, il Dottor Sivana, riunì Psimon, liberò Mammoth, Gizmo e Jinx dalla prigione, e fu in grado di ricomporre il corpo in frammenti di Shimmer, e riportarla in vita, e mise il gruppo al lavoro per lui in un piano per vendere allo scoperto le azioni della LexCorp, facendole rubare dagli account presenti nell'azienda a Metropolis, e quindi svendendole uccidendo le persone all'interno dell'edificio. Sivana fece distruggere alla squadra di altre proprietà della LexCorp. Nell'ultima di queste due, una sussidiaria della LexCorp che fabbricava processori microchip, la Kellacor, i Five si batterono con gli Outsiders. Dopo essere fuggiti, i Five, criminalmente non-sofisticati, misero fretta a Sivana perché portasse le strutture dei missili nucleari della LexCorp vicino Joshua Tree, in California. Quando Sivana si rifiutò, Psimon affermò che ce li avrebbero portati lo stesso, e in risposta, Sivana uccise Gizmo con un colpo laser alla testa, e tagliò ogni contatto con gli altri quattro, avvisandoli che li avrebbe uccisi se si fossero ritrovati di nuovo sulla sua strada. Sivana utilizzò i soldi ricavati dal compimento dei suoi piani per comprare un'isola tropicale fuori dalle coste della Thailandia al fine di usarla come sua tana, ma i Five fallirono nel loro piano di rubare la struttura e lanciarono un missile nucleare in Canada. Mammoth fu riportato nel carcere di Alcatraz, ma gli altri tre scomparvero.
Dopo aver ucciso Gizmo, Sivana suggerì sarcasticamente che il gruppo si sarebbe dovuto rinominare i Fearsome Four. I Fearsome Five ritornarono in Villains United n. 5 (novembre 2005), dove lavorarono per la Società segreta dei super criminali. Questa volta, guidati da Psimon, la lista comprendeva solo Shimmer, Jinx e Mammoth.
Un Anno Dopo, Dottor Light, Dottor Sivana, Psimon, Neutron, Mammoth, Shimmer e Jinx furono visti sul pianeta-prigione in Salvation Run. In Salvation Run n. 2, Primson fu interrotto dal Joker, che sembrò ucciderlo rompendo la cupola che racchiudeva il suo cervello e quindi schiacciando questo con un sasso ripetutamente. Nel numero finale della serie, Neutron fu usato da Lex Luthor come fonte di energia per un dispositivo di teletrasporto, e sembrò rimanere ucciso quando il portale si auto-distrusse.
Una nuova versione dei Fearsome Five comparve dopo la Crisi Finale, formata dal Calcolatore, e i membri finora mostrati furono Mammoth, Shimmer, Jinx e i nuovi membri Nano e Rumble. Nano e Rumble erano due detenuti di Alcatraz che Shimmer reclutò nella squadra. Nano vi fu rinchiuso dopo essersi battuto con Cyborg.

### The New 52
Nel settembre 2011, The New 52 fece il reboot della continuità DC. In questa nuova linea temporale, la storia "Forever Evil" introdusse i Fearsome Five (consistenti di Gizmo, Jinx, Mammoth, Psimon e Shimmer) quando furono reclutati dal Sindacato del crimine per unirsi alla Società segreta dei super criminali.
In Justice League vol. 2 n. 29, i Fearsome Five furono inviati con Dottor Psycho e Hector Hammond a combattere contro Cyborg e i Metal Men. Furono tutti sconfitti facilmente dai Metal Men in quanto i robot erano invulnerabili agli attacchi mentali.

## Membri

### Prima formazione
- Dottor Light - Membro fondatore. Fuggì dopo un battibecco su chi doveva essere il leader del gruppo.
- Gizmo
- Shimmer
- Mammoth
- Psimon
- Jinx
- Neutron (Nat Tryon)

### Seconda formazione
- Mammoth
- Gizmo
- Shimmer
- Deuce
- Charger

### Terza formazione
- Dottor Sivana - Leader
- Gizmo
- Mammoth
- Psimon
- Sabbac
- Shimmer
- Jinx

### Quarta formazione
- Calcolatore (Noah Kuttler) - Leader, formò questa nuova versione.
- Jinx
- Mammoth
- Nano (Virgil Adams) - Uno scienziato che creò una nano-tuta da lui inventata. La sua unica debolezza nota era l'uso di un uccellino nella sua tuta incorruttibile e indistruttibile: Josephine, il suo uccellino, che era l'unica cosa amata al mondo dopo aver completato la tuta.
- Rumble (John Doe) - Un tizio in una super tuta che gli dava il potere di super forza colpi sonici.
- Shimmer

### Quinta formazione (The New 52)
- Psimon
- Jinx
- Mammoth
- Gizmo
- Shimmer

## In altri media

### Televisione
- Gizmo, Jinx e Mammoth compaiono come studenti alla H.I.V.E. nella serie animata Teen Titans. Successivamente formarono gli H.I.V.E. Five con See-More e Private H.I.V.E., ma Private H.I.V.E. lasciò la squadra per mettersi in proprio e fu rimpiazzato da Billy Numerous e Kyd Wykkyd. Si riferirono a sé stessi sempre come H.I.V.E. Five, ma furono imbarazzati quando Kid Flash puntualizzò che in realtà erano in sei. Dopo l'incontro con Kid Flash, Jinx decise di allearsi con i Titans (rendendoli effettivamente in cinque). Dottor Light fu un avversario minore nel corso della serie, e anche Psimon comparve nella quinta stagione. Shimmer è l'unica fondatrice del gruppo a non comparire nella serie.
- Anche se non si riferirono a loro con il loro nome fino alla terza stagione, una squadra di mercenari basati sui Fearsome Five comparve nell'episodio "Missione alfa" della serie animata Young Justice. Qui li si videro fare un'offerta al gruppo di super criminali principale della serie "La Luce" (il Consiglio di Amministrazione del Progetto Cadmus). Oltre ai regolari Mammoth, Shimmer e al leader Psimon, si unirono al gruppo Icicle Jr. e dal nemico di Wonder Woman, Devastation che si batterono contro Wonder Girl, Batgirl e Bumblebee. In Young Justice: Outsiders, ci si riferì a loro collettivamente come a Onslaught, e ebbero il metaumano pirocinetico Holocaust come membro.

### Videogiochi
- I Fearsome Five comparvero in DC Universe Online. I membri consisterono di Dottor Light, Mammoth, Gizmo, Jinx e Psimon.
- I membri dei Fearsome Five Gizmo, Jinx, Mammoth, Dottor Light e Psimon comparvero in Lego DC Super Villains.

### Fumetti
Nel fumetto Teen Titans Go!, Psimon e Dottor Light sono i fondatori dei Fearsome Five, proprio come nei fumetti. Andarono in cerca di membri e si unirono a loro Mammoth e Gizmo. Sembrò che Jinx tradì i Teen Titans e si unì ai Five - ma si scoprì in che in realtà stava lavorando per i Titans, aiutando ad abbattere i Fearsome Five dall'interno.

## Allusioni fuori dai fumetti DC
Nell'episodio in due parti "La grande sfida" della serie animata Darkwing Duck, il nemico di Darkwing Duck, Negaduck (nella sua prima comparsa), Bushroot, Quackerjack, Megavolt e il Liquidatore si unirono e divennero i Fearsome Five: Tuttavia, il gruppo non aveva alcuna somiglianza con la sua controparte dei fumetti a parte il nome.